# Gustaf Nilsson (kopparslagare)
Gustaf Walfrid Edvin Nilsson, född 30 november 1879 i Göteborg, död 10 maj 1919 i Köpenhamn, var en svensk kopparslagare och målare.
Han var son till bleckslagaren Edwin Nilsson och Christina Elisabeth Svensson och från 1905 gift med Ruth Ottonie Lindberg. Nilsson började som lärling på sin fars verkstad som han senare övertog 1903. Han kom att bli mycket förtjust fascinerad av kopparmetallens formbarhet och inrättade 1908 en ateljé i på Färjenäs där han helt kunde ägna sig åt konstnärligt kopparsmide. Han tilldelades Hantverks- och industriförbundets belöningsmedalj 1909. Han debuterade i Stockholmsutställningen med ett kopparporträtt i naturlig storlek av sin 2-åriga dotter. Senare samma år tilldelades han ett resestipendium till Tyskland från Kommerskollegium som gav honom möjlighet att studera det europeiska konsthantverket. För Ragnar Östberg utförde han en rad dekorativa kopparutsmyckningar som senare monterades på Stockholms stadshus bland hans arbeten vid stadshuset märks figurerna till klockspelet, portvakten, S:t Göran och draken, prinsessan och vapendragaren. Han påbörjade dessutom ett antal arbeten för stadshusets räkning som på grund av hans bortgång fullföljdes av andra kopparslagare. Bland hans övriga arbeten i koppar märks ett antal porträttreliefer för gravvårdar, konstnärliga butiksskyltar samt smärre skulpturer. Som bildkonstnär ställd han ut tillsammans med Fritiof Swensson på Medéns bokhandels konstavdelning och med Göteborgs konstförening. Nilsson är representerad vid Röhsska konstslöjdmuseet i Göteborg.